# Матей Шимич
Матей Шимич (на хърватски: Matej Šimić) е хърватски футболист, който играе на поста централен защитник. Състезател на ФК Крумовград.

## Кариера
Шимич е бивш играч на Дугополе, Ориуела Б, Унион Молиненсе, Торевиеха, Муро, Аморебиета, Лейда, Логронес и Нумансия.
На 6 юли 2023 г. Матей е обявен за ново попълнение на Крумовград. Дебютира на 14 юли при победата с 3:1 като домакин на Лудогорец.